# 1979 год в музыке

## События
- Элтон Джон и Берни Топин опять возобновили творческое сотрудничество после трёхлетнего перерыва. Записанные дуэтом в августе 1979 года новые песни уже через год были включены в альбом «21 at 33».
- Михаэль Шенкер ушёл из «Scorpions» во время их тура по Франции и был заменён Маттиасом Ябсом.
- Основание лейбла 2 Tone Records и начало второй волны ска в Англии.
- Оззи Осборн уволен из группы «Black Sabbath», его место занял Ронни Джеймс Дио (экс-«Rainbow»). На место Дио в «Rainbow» Ричи Блэкмор приглашает Грэма Боннета.
- Только что образованные Killing Joke дебютировали с EP Almost Red.

## Хронология
- 1 января — Билл Грэхем объявил о закрытии танцзала «Винтерленд» в Сан-Франциско после новогоднего концерта с участием «The Blues Brothers», «New Riders of the Purple Sage» и «Grateful Dead». В этот же день во время концерта, приуроченного к празднованию Нового Года в Кливленде, шт. Огайо, Брюс Спрингстин получил травму из-за брошенной на сцену из зала петарды.
- 5 января — Принс дал свой первый концерт. Шоу состоялось в Миннеаполисе (штат Миннесота).
- 9 января — Благотворительный концерт для ЮНИСЕФ прошёл в Нью-Йорке в Зале Генеральной Ассамблеи ООН с участием таких звёзд как «ABBA», «Bee Gees», Джон Денвер, «Earth, Wind & Fire», Оливия Ньютон-Джон, Род Стюарт и Донна Саммер.
- 13 января — Американский соул-певец Донни Хэтэуэй умер после падения с 15-го этажа гостиницы «Джумейра Эссекс Хаус» в Нью-Йорке. Согласно звукозаписывающей компании «Atlantic Records», с которой сотрудничал музыкант, у него наблюдались серьёзные проблемы с психикой.
- 1 февраля — Басист «Sex Pistols» Сид Вишес был выпущен под залог из тюрьмы Райкерс-Айленд а на утро следующего дня был найден мёртвым своей матерью в квартире его подруги Мишель Робинсон. Причиной смерти стала передозировка героина.
- 10 февраля — Сингл Рода Стюарта «Da Ya Think I’m Sexy?» с альбома «Blondes Have More Fun» стал хитом № 1 по версии журнала Billboard и пребывал на вершинах чартов на протяжении четырёх недель.
- 11 февраля — 43 миллиона зрителей посмотрели автобиографический фильм Джона Карпентера о «короле рок-н-ролла» «Элвис» на канале ABC. Главную роль в телефильме сыграл Курт Рассел.
- 15 февраля — Минни Рипертон стала соведущей Стивена Бишопа на 21-й ежегодной церемонии вручения премий «Grammy». The «Bee Gees» собрали урожай из 4-х статуэток «Грэмми» за саундтрек к фильму «Лихорадка субботнего вечера».
- 23 февраля — «Dire Straits» начали свой первый тур по США с концерта в Бостоне.
- Март — в кинотеатрах СССР запущен в прокат музыкальный фильм-полубиография «Женщина, которая поёт» с Аллой Пугачёвой в главной роли, ставший впоследствии лидером кассовых сборов 1979 года.
- 21 марта — «The Pretenders» подписали контракт с «Sire Records».
- 23 марта — «Van Halen» выпустили свой второй студийный альбом под названием «Van Halen II».
- 27 марта — Эрик Клэптон женился на Патти Бойд, бывшей жене его друга Джорджа Харрисона.
- 6 апреля — Род Стюарт женился на актрисе Алане Хэмилтон, экс-жене актёра Джорджа Хэмилтона.
- 12 апреля — Мики Томас заменил Марти Балина в качестве лид-вокалиста «Jefferson Starship».
- 13 апреля — Во время концерта «Van Halen» в Спокане, шт. Вашингтон, Дэвид Ли Рот упал в обморок от переутомления.
- 24 апреля — «The New Barbarians» открыли свой североамериканский тур в Анн-Арборе, шт. Мичиган.
- Май — Британский певец Элтон Джон совместно со знаменитым ударником Рэем Купером впервые выступил с концертами в СССР — Москве и Ленинграде.
- 2 мая — «The Who» отыграли свой первый концерт, последовавший после смерти барабанщика Кита Муна. Новым ударником группы был выбран Кенни Джонс.
- 1 июня — Фронтменом «Dead Kennedys» Джелло Биафрой образован рекорд-лейбл Alternative Tentacles.
- 28 июня — Билл Хейли сделал свои последние студийные записи в г. Маскл Шоалз, шт. Алабама. (Он умер в 1981 году).
- 5 июля — Джо Дассен впервые выступил с концертом в Москве (совместный концерт с Аллой Пугачёвой на церемонии торжественного открытия гостиничного комплекса «Космос»).
- Август — Участники британской поп-группы «Brotherhood of Man» Мартин Ли и Сандра Стивенс поженились.
- 4 августа — В Нью-Йорке прошла премьера комедийного фильма «Школа рок-н-ролла» с участием популярной панк-рок группы «Ramones».
- 15 августа — Вышел последний студийный альбом группы «Led Zeppelin» — «In Through the Out Door».
- 21 августа — У Рода Стюарта и его жены Аланы Хэмилтон родилась дочь Кимберли.
- 25 августа — Сингл «My Sharona» пауэр-поп группы «The Knack» стал хитом № 1 в чартах Billboard. Это был первый случай за год, когда не являющаяся балладой и/или диско песня достигла вершины хит-парада.
- 1 сентября — Состоялось первое выступление «INXS» в Оушенвью Отель в Умина Бич, Новый Южный Уэльс.
- 10 октября — Джо Перри официально покинул «Aerosmith».

## Образовавшиеся группы
- A Flock of Seagulls
- The Blasters
- Europe
- Exodus
- Fischer-Z
- Killing Joke
- Laid Back
- Marillion
- Men at Work
- Merzbow
- The Residents
- Secret Service
- Suns of Arqa
- Venom
- Автограф
- Автоматические удовлетворители
- Карнавал
- Пик Клаксон

## Распавшиеся группы
- Patti Smith Group

## Выпущенные альбомы
См. также категорию музыкальных альбомов 1979 года.

### Январь
- Accept (Accept, 16 января)

### Февраль
- Lovedrive (Scorpions, 25 февраля)

### Март
- Van Halen II (Van Halen, 23 марта)
- Overkill (Motörhead, 24 марта)
- Breakfast in America (Supertramp, 29 марта)
- Danger Money (UK, LP)

### Апрель
- Evolution (Journey, 5 апреля)
- Voulez-Vous (ABBA, LP, Polar Music, 23 апреля)

### Май
- Wave (Patti Smith Group, 17 мая)
- Lodger (Дэвид Боуи, 18 мая)
- Dynasty (Kiss, 23 мая)
- Арлекино и другие (Алла Пугачёва)

### Июнь
- Back to the Egg (Wings, 8 июня)
- Communiqué (Dire Straits, 15 июня)
- Unknown Pleasures (Joy Division, 15 июня)
- Live Killers (Queen, 22 июня)

### Июль
- Down To Earth (Rainbow, 22 июля)
- Highway to Hell (AC/DC, 27 июля)

### Август
- Fear of Music (Talking Heads, 3 августа)
- Off The Wall (Майкл Джексон, 10 августа)
- In Through the Out Door (Led Zeppelin, 15 августа)
- 5 (Джей Джей Кейл)

### Сентябрь
- Stormwatch (Jethro Tull, 14 сентября)
- Night After Night (концертный, UK, LP)

### Октябрь
- Bomber (Motörhead, 27 октября)
- Journey Through The Secret Life Of Plants (Стиви Уандер, 30 октября)
- Reggatta de Blanc (The Police, 5 октября)
- Eat To The Beat (Blondie)

### Ноябрь
- Platinum (Mike Oldfield, 23 ноября)
- The Wall (Pink Floyd, 30 ноября)

### Декабрь
- London Calling (The Clash, 14 декабря)

### Неточная дата
- Deltics (Крис Ри)
- Un Peu de L’Ame des Bandits (Aksak Maboul)
- Dune (Klaus Schulze)
- Soli (Адриано Челентано)
- Me, live! (Адриано Челентано)
- Oh Susie (Secret Service)
- Красный конь (Земляне) SP, ВФГ «Мелодия»

## Лучшие песни года
- «London Calling, Train In Vain, Clampdown, I Fought The Law» (The Clash)
- «Hot Stuff» (Донна Саммер)
- «Rock Lobster» (The B-52's)
- «Message in a Bottle» и «Walking on the Moon» (обе — The Police)
- «Atomic» и «Dreaming» (обе — Blondie)
- «Highway to Hell» (AC/DC)
- «Good Times» (Chic)
- «Comfortably Numb» (Pink Floyd)
- «Dancing Barefoot» (Patti Smith Group)
- «Красный конь» (Земляне)

## Продажи
- Самый продаваемый альбом в США (Billboard Top 200) — «52nd Street» (Билли Джоэл)
- Самый продаваемый сингл в США (Billboard Hot 100) — «My Sharona» (The Knack)
- Самый продаваемый альбом в Великобритании — «Parallel Lines» (Blondie)
- Самый продаваемый сингл в Великобритании — «Bright Eyes» (Арт Гарфанкел)

## Награды
- «Грэмми» за альбом года — Билли Джоэл за «52nd Street»
- «Грэмми» за запись года — The Doobie Brothers за «What a Fool Believes»
- «Грэмми» за песню года — «What a Fool Believes»

### Зал славы кантри
- Хьюберт Лонг[англ.][1]
- Хэнк Сноу[2]

## Родились
- 16 января — Алия (ум. 2001) — американская певица, актриса и модель.
- 25 января — Шым — российский рэпер, участник группы «Каста».
- 6 февраля — Дан Балан — молдавский певец, музыкант и автор песен, основатель группы O-Zone.
- 21 февраля — Дженнифер Лав Хьюитт — американская актриса, продюсер, режиссёр и певица.
- 8 марта — Том Чаплин — британский певец и музыкант, вокалист и пианист группы Keane.
- 16 марта — Леэна Пейса — финская певица и музыкант, клавишница группы Lordi.
- 8 апреля — Алекси Лайхо (ум. 2020) — финский певец и музыкант, основатель, вокалист и гитарист группы Children of Bodom.
- 9 апреля — Альбина Джанабаева — российская певица и актриса, участница группы «ВИА Гра».
- 10 апреля — Софи Эллис-Бекстор — британская певица и композитор.
- 23 апреля — Лаури Юлёнен — финский певец и автор песен, вокалист группы The Rasmus.
- 5 июня — Давид Бисбаль — испанский певец.
- 24 августа — Вахур Афанасьев (ум. 2021) — эстонский писатель, поэт, режиссёр и музыкант.
- 31 августа — Микки Джеймс — американская рестлерша и кантри-певица.
- 8 сентября — Пинк — американская певица, автор песен и актриса.
- 3 октября — Джош Клингхоффер — американский музыкант, гитарист группы Red Hot Chili Peppers.
- 18 октября — Ни-Йо — американский певец, автор песен и музыкальный продюсер.
- 19 октября — Хамиль — российский рэпер, участник группы «Каста».
- 20 октября — Эдуард Цанга (ум. 2017) — российский оперный певец (бас-баритон).
- 11 декабря — Барбара Гашчакова (ум. 2023) — словацкая и американская певица.
- 31 декабря
  - Андрей Хлывнюк — украинский музыкант, вокалист и автор текстов группы «Бумбокс» и военнослужащий ВСУ.
  - Василя Фаттахова (ум. 2016) — российская певица.

## Скончались
- 7 января — Збигнев Турский (70) — польский композитор, дирижёр и педагог
- 2 февраля — Сид Вишес (21) — британский музыкант, басист группы Sex Pistols
- 17 февраля — Эл Стиллмен[англ.] (72) — американский поэт-песенник
- 26 апреля — Владимир Ивасюк (30) — советский украинский певец, композитор и поэт
- 6 мая — Милтон Эйгер[англ.] (85) — американский композитор и пианист
- 10 сентября — Солон Михаилидис (73) — кипрский композитор, дирижёр, музыковед, педагог и общественный деятель
- 20 сентября — Бенни Дэвис[англ.] (84) — американский актёр водевилей и композитор
- 29 октября — Тики Фулвуд[англ.] (35) — американский музыкант, барабанщик группы Parliament-Funkadelic
- 30 декабря — Ричард Роджерс (77) — американский композитор
- без точной даты
  - Мукаш Абдраев (58/59) — киргизский советский композитор и музыкальный педагог
  - Григорий Авксентьев (91/92) — русский и советский балалаечник и дирижёр